# Јорктаун (Ајова)
Јорктаун (енгл. Yorktown) град је у америчкој савезној држави Ајова. По попису становништва из 2010. у њему је живело 85 становника.

## Демографија
Према попису становништва из 2010. у граду је живело 85 становника, што је 3 (3,7%) становника више него 2000. године.
| Група             | 2000.       | 2010.      |
| Белци             | 82 (100.0%) | 73 (85,9%) |
| Афроамериканци    | 0 (0,0%)    | 6 (7,1%)   |
| Азијати           | 0 (0,0%)    | 0 (0,0%)   |
| Хиспаноамериканци | 0 (0,0%)    | 1 (1,2%)   |
| Укупно            | 82          | 85         |